# تپه کوول
تپه کوول مربوط به عصر مفرغ - هزاره اول قبل از میلاد است و در شهرستان نقده، بخش مرکزی، دهستان میرآباد، روستای کوول واقع شده و این اثر در تاریخ ۷ خرداد ۱۳۸۷ با شمارهٔ ثبت ۲۲۹۱۷ به‌عنوان یکی از آثار ملی ایران به ثبت رسیده است.